# Phú Sơn, thành phố Thanh Hóa
Phú Sơn là một phường thuộc thành phố Thanh Hóa, tỉnh Thanh Hóa, Việt Nam.

## Địa lý
Phường Phú Sơn nằm ở phía tây thành phố Thanh Hóa, có vị trí địa lý:
- Phía đông giáp phường Ba Đình, Điện Biên, Ngọc Trạo, Lam Sơn
- Phía tây giáp phường Đông Tân
- Phía nam giáp phường An Hưng, Đông Vệ
- Phía bắc giáp phường Đông Lĩnh và phường Đông Thọ.

Phường Phú Sơn có diện tích 2,70 km², dân số năm 2023 là 33.359 người, mật độ dân số đạt 12.355 người/km².

## Lịch sử
Năm 1954, tiểu khu Phú Sơn thuộc thị xã Thanh Hóa được hình thành sau khi hợp nhất xóm Trần Phú và xóm Lam Sơn.
Khu vực ga Thanh Hóa ở phường Phú Sơn từng bị đánh bom ác liệt, nhân dân trong vùng phải đi sơ tán. Sau năm 1968, sau khi Mỹ hạn chế ném bom, nhân dân lại trở về địa phương.
Năm 1981, chuyển tiểu khu Phú Sơn thành phường Phú Sơn.
Ngày 11 tháng 4 năm 2002, Chính phủ ban hành Nghị định số 44/2002/NĐ-CP, tách một phần diện tích và dân số phía đông đường sắt Bắc – Nam của phường Phú Sơn để thành lập phường Tân Sơn thuộc thành phố Thanh Hóa. Phường Tân Sơn rộng 0,78 km², có dân số là 11.114 người; phường Phú Sơn còn lại 1,93 km² và 8.453 người.
Ngày 24 tháng 10 năm 2024, Ủy ban Thường vụ Quốc hội thông qua Nghị quyết số 1238/NQ-UBTVQH15 (có hiệu lực từ ngày 1 tháng 1 năm 2025). Theo đó, nhập toàn bộ diện tích tự nhiên là 0,87 km2, quy mô dân số là 16.152 người của phường Tân Sơn trở lại phường Phú Sơn. Sau khi nhập, phường Phú Sơn có diện tích tự nhiên là 2,70 km² với quy mô dân số là 33.359 người.

## Kinh tế
Trên địa bàn phường có 2 khu chợ lớn là chợ Phú Thọ và chợ Tây Thành..